# 애니콜 햅틱 착
애니콜 햅틱 착(Anycall Haptic Chak)은 삼성전자가 2009년 10월 5일에 출시한 휴대 전화이다. 2G 사용자들을 겨냥하여 출시된 제품으로서, 2G 기반 플랫폼에 애니콜 햅틱 시리즈의 기능을 그대로 살렸다.